# Musique modale
 (février 2024).
- Si vous ne connaissez pas le sujet, laissez ce bandeau (vous pouvez alors contacter les auteurs).
- Si vous supprimez le contenu mis en cause (vous pouvez préalablement contacter les auteurs),

argumentez précisément cette suppression dans la page de discussion
(un manque de référence n'est pas un argument ; une recherche réelle de référence doit avoir été effectuée, être formellement documentée).
 (février 2019).
 (septembre 2020).
La musique modale ou la modalité est une musique qui a recours aux échelles modales. La modalité s'oppose à la tonalité, qui utilise exclusivement les modes majeurs et mineurs. La différence peut se voir également par l'utilisation volontaire de l'accord de dominante en tonal, pour former des cadences.
Dans la musique occidentale savante, elle désigne généralement les modes dits « ecclésiastiques ». La musique modale ancienne était de nature monodique. La musique de la Renaissance mêlait tonalité et modalité. Abandonnée à la fin de la Renaissance pour laisser place au système tonal, la modalité a été redécouverte à la fin du XIXe siècle : de nouveaux modes ont été créés pour obtenir des sonorités originales, appelés « modes artificiels » par opposition aux modes naturels issus du Moyen Âge.

## Histoire
La musique modale est la première à avoir utilisé les simultanéités sonores de manière délibérée. C'est en effet au cours de cette période, qu'aux deux principes qu'étaient le rythme et l'intonation, s'est ajoutée une troisième dimension, la polyphonie, avec, pour corollaire, l'invention et le développement d'un procédé de notation musicale, appelé solfège.
Au Moyen Âge, la musique modale est largement dominée par la musique d'église — chant grégorien, principalement. L'origine de l'échelle diatonique se perd dans la nuit des temps : elle est connue des Grecs anciens qui l'ont abondamment décrite, mais qui n'en sont pas les inventeurs. La polyphonie néanmoins ne semble pas antérieure à cette période : les premières traces écrites de ce procédé remontent en effet à l'époque carolingienne.

## Description
Les gammes tonales majeures ou mineures tempérées respectent un enchaînement de tons et de demi-tons bien définis selon le modèle de la gamme de do majeur et de do mineur harmonique.
Pour la gamme de Do majeur on obtient : do ré mi fa sol la si do, avec un si naturellement attiré par le do à l'octave.
Pour la gamme de Do mineur harmonique on obtient: do ré mi♭ fa sol la♭ si♮ do.
Toute gamme tonale se fondera sur l'un ou l'autre modèle selon qu'elle sera majeure ou mineure.
L'harmonie modale va de son côté se fonder sur les enchaînements de ton et de demi-ton d'une gamme modèle qui consiste à monter une octave en ne jouant que des notes sans altérations (c'est-à-dire sans dièses ni bémols).
Ainsi on peut dégager 7 modes qui correspondent aux 7 notes existantes :
1. le mode de Do ou mode ionien (gamme de Do majeur)
2. le mode de Ré ou mode dorien
3. le mode de Mi ou mode phrygien
4. le mode de Fa ou mode lydien
5. le mode de Sol ou mode mixolydien
6. le mode de La ou mode éolien (gamme de La mineur naturel)
7. le mode de Si ou mode locrien

Il y a aussi d'autres modes plus anciens que l'on utilise plus vraiment aujourd'hui qui ont chacun deux variantes. La première est le mode d'origine, l'autre est le même mode mais commencé sur une autre note de la gamme. Ces modes sont :
1. le mode Protus Authente, qui est un mode de Ré ou mode dorien
2. le mode Protus Plagal, qui est un mode de Ré ou mode dorien mais joué de La à La (mode Hipodorien). Ce n'est pas un La dorien !
3. le mode Deuterus Authente, qui est un mode de Mi ou mode phrygien
4. le mode Deuterus Plagal, qui est un mode de Mi ou mode phrygien mais joué de Si à Si (mode Hipophrygien). Ce n'est pas un Si phrygien !
5. le mode Tritus Authente, qui est un mode de Fa ou mode Lydien
6. le mode Tritus Plagal, qui est un mode de Fa ou mode Lydien mais joué de Do à Do (mode Hipolydien). Ce n'est pas un Do lydien !
7. le mode Tetrardus Authente, qui est un mode de Sol ou mode Mixolydien
8. le mode Tetrardus Plagal, qui est un mode de Sol ou mode Mixolydien mais joué de Ré à Ré (mode Hipomixolydien). Ce n'est pas un Ré mixolydien !

## Atmosphère modale
Si le mode peut se définir avant tout comme une sélection spécifique de notes et d'intervalles, il en résulte souvent une atmosphère musicale particulière - que l'on appelle parfois « couleur modale »[réf. nécessaire].
Dans les musiques utilisant beaucoup les modes telles que le râga indien ou les musiques chinoise et arabe[réf. nécessaire], chaque mode est associé à une atmosphère particulière. Par exemple, en musique indienne, certains modes sont appropriés à une heure particulière de la journée. Un mode donné sera lié à des tournures mélodiques, des ornementations, voire des thèmes littéraires précis.
De plus, les modes ecclésiastiques (issus du chant grégorien), en usage jusqu'au XVIIe siècle, ont progressivement laissé la place à deux modes principaux, le majeur et le mineur, plus adaptés aux nouveaux développements de la polyphonie et de l'harmonie. La fin du XIXe siècle, et surtout le XXe siècle, ont vu réapparaître des modes plus complexes dans la musique savante écrite occidentale, puis dans le jazz.

## La musique modale ancienne
C'est l'utilisation de la musique modale  dans le plain-chant et dans la musique profane du Moyen Âge. La musique modale est avant tout une monodie ornée. Dans la musique profane, la monodie était parfois accompagnée rythmiquement ou soutenue par un bourdon (note fixe tenue). Le raffinement peut être tout aussi complexe qu'en musique tonale, mais existera par des nuances d'inflexion des hauteurs, par des jeux d'ornements, ou par des séquences rythmiques très longues, alors qu'en musique tonale c'est l'enchaînement des accords créant l'harmonie (ou bien encore le tissage des voix créant un contrepoint) qui différencie la complexité.
Néanmoins la musique modale a évolué au cours du Moyen Âge et a été utilisée ensuite au sein de structures contrapuntiques de plus en plus complexes. À la Renaissance, la modalité et la tonalité pouvaient cohabiter dans l'harmonie. À vrai dire à l'époque il n'y avait pas encore cette distinction entre tonal et modal. C'est au cours du XVIIe siècle que les modes sont tombés en désuétude pour ne plus privilégier que deux seuls modes: le mode majeur et le mode harmonique mineur. Les modes ont été ensuite plus ou moins oubliés pendant plusieurs siècles.

## La musique modale moderne
La pratique modale moderne apparaît au cours du XIXe siècle, avec un regain d'intérêt pour le plain-chant et une volonté de trouver un moyen d'harmoniser celui-ci. La pratique modale moderne ne s'oppose à la musique tonale que dans son acception la plus restreinte, à savoir la musique tonale classique (s'appuyant exclusivement sur le mode majeur et mode mineur harmonique).
Mais la pratique modale moderne, parfois dite harmonie modale, ne s'oppose pas en soi à la musique tonale, mais au contraire tend plus à élargir le concept de la musique tonale, en assouplissant certaines de ses règles et en élargissant ses possibilités harmoniques. De nos jours la modalité harmonique fait partie intégrante de ce qu'on appelle la musique tonale (dans son acception élargie et moderne).
À Paris, le monde musical, dominé par la figure de Claude Debussy, reste perplexe face à la redécouverte des musiques traditionnelles — la musique orientale, qu'a fait connaître l'Exposition Universelle parisienne de 1889, la musique arabo-andalouse, que redécouvrent des compositeurs tels que Albeniz ou Manuel de Falla, etc. — et de la musique modale du Moyen Âge, influences auxquelles s'ajoute le wagnérisme encore présent dans les esprits à l'époque.
Avec ces pensées musicales, se désagrège peu à peu la prépondérance de l'harmonie classique, fondée sur, d'une part un système d'accords parfaits plus ou moins dérivés des principes de l'acoustique, d'autre part l'omniprésence de la gamme qui, mineure ou majeure, définit les enchaînements d'un degré à un autre suivant des principes hiérarchiques immuables fixés depuis le XVIIe siècle par la règle du "Cycle des Quintes", plaçant le cinquième degré (ou dominante) de la gamme au carrefour des changements de tonalité (ou modulation).
Ainsi l'on commence à entrevoir, notamment dans la musique médiévale, des modes que l'on croit alors dérivés de l'antiquité grecque, et qui ne sont autres que la gamme classique décalée — ainsi le traditionnel « do-ré-mi-fa-sol-la-si-do » devient « ré-mi-fa-sol-la-si-do-ré », qui est une gamme modale etc.
Mais très vite Claude Debussy va plus loin avec une innovation majeure — qu'il élabore de toutes pièces, notamment à partir de l'idée d'accords de septième diminuée perpétuellement renversés, omniprésente chez Richard Wagner et Franz Liszt — : le mode par tons, une gamme non plus de sept, mais de six notes seulement, qui découpent l'octave en six tons égaux.
Cette gamme par tons, très reconnaissable à la couleur feutrée et mystérieuse qu'elle confère à la musique, ouvre la voie à une pensée dé-polarisée de la musique : les notes de l'échelle étant toutes séparées par des intervalles égaux, la notion d'attirance ou de tension entre elles disparaît peu à peu et ouvre la voie à un langage qui n'est plus exclusivement organisé autour d'une note tonique faisant office de point de repère.
D'autres musiciens comme Ravel ou Fauré utilisent parfois des gammes modales dans des morceaux tonals, on appelle alors cela un mélange tonal/modal.

## Différences avec le système tonal
Pour l'auditeur du XXIe siècle, la musique modale engendre une impression « d'immobilité et d'apesanteur musicale ».[Quoi ?] Cette sensation est principalement produite par les caractéristiques suivantes :
- Rareté ou absence du mécanisme de tension/détente si familier dans le système tonal : peu ou pas d'alternance de dissonances et de consonances ; peu ou pas de notes attractives, telles que la sensible faisant un mouvement obligé vers la tonique, etc.

- Rareté ou absence des petits intervalles — demi-ton diatonique ou demi-ton chromatique —, proscrits par l'Église à cause de leur caractère trop sensuel.[réf. souhaitée] Notons cependant que de tels intervalles sont utilisés parfois dans la musique profane : chansons des troubadours et trouvères, danses, etc.

- Prédominance de la sous-tonique — un ton au-dessous de la tonique —, qui ne sera définitivement supplantée par la sensible — un demi-ton diatonique au-dessous de la tonique — qu'à la Renaissance.

## Transposition des modes anciens

### Transposition des modes anciens au Moyen Âge
Pendant le Moyen Âge, chaque mode ancien est attaché à la gamme correspondante (et à sa finale) dans l'échelle diatonique naturelle. En effet, l'échelle diatonique n'est pour ainsi dire jamais transposée sur le papier, mais elle s'adapte aux tessitures des voix — il n'y a donc pas de hauteur absolue, ni de diapason. Ce système était appelé solmisation — il s'agissait également d'une méthode pédagogique. Les seules altérations qui apparaissent parfois sont le si bémol (d'où le nom de l'altération : si se dit B dans les langues germaniques) ou le mi bémol, dont la fonction est généralement d'éviter un intervalle difficile d'intonation — un triton par exemple.
- On peut donc considérer que pendant toute la période médiévale, le mode — dans le langage moderne — et la finale — la future tonique — portent le même nom :

| Mode | Gamme/Finale |
| ---- | ------------ |
| SI   | Si           |
| LA   | La           |
| SOL  | Sol          |
| FA   | Fa           |
| MI   | Mi           |
| RÉ   | Ré           |
| DO   | Do           |

### Transposition des modes anciens à la Renaissance
Dès le XVe siècle, à cause du développement de la musique instrumentale, on emploie peu à peu les échelles diatoniques transposées, grâce aux armures — celles-ci ne comportant que peu d'altérations au début. Les sept modes possibles sont toujours disponibles — au moins théoriquement —, cependant, désormais, la tonique de la gamme choisie ne correspond plus systématiquement à l'appellation du mode.
- Par exemple, pour une armure avec un bémol, nous aurons les correspondances suivantes :

| Mode | Gamme/Tonique             |
| ---- | ------------------------- |
| SI   | Mi                        |
| LA   | Ré                        |
| SOL  | Do                        |
| FA   | Si {\displaystyle \flat } |
| MI   | La                        |
| RÉ   | Sol                       |
| DO   | Fa                        |

### Transposition des modes anciens à la fin duXIXesiècle
À la fin du XIXe siècle, les modes anciens, qui étaient tombés en désuétude pendant près de trois siècles, sont à nouveau utilisés. Il est désormais possible de les transposer dans n'importe quelle armure — jusqu'à sept altérations.
Cette utilisation des modes anciens par la musique savante ne doit pas faire illusion : il ne s'agit pas de musique véritablement modale, mais de «musique tonale» utilisant des gammes dérivées, ou imitées, des échelles médiévales. Même si le style de telles compositions peut paraître archaïsant ou exotique, la pensée musicale qui les soutient reste tonale et harmonique.
Chaque nouvelle transposition de l'échelle diatonique naturelle — au moyen d'une armure différente — implique le choix entre sept toniques possibles, chacune d'elles étant attachée à l'un des sept modes anciens.
Pour définir ces sept possibilités — et ensuite choisir celle qui correspond à un morceau donné —, il faut d'abord chercher la tonique du mode de do.
- Pour ce qui est des armures en dièses, le dernier dièse — celui qui est le plus à droite, donc — est le VIIe degré du mode de do. Pour ce qui est des armures en bémols, le dernier bémol — celui qui est le plus à droite, donc — est le IVe degré du mode de do. Par conséquent, la tonique du mode de do se trouve, une seconde mineure au-dessus du dernier dièse, ou une quarte juste au-dessous du dernier bémol.

- Il faut ensuite faire correspondre dans l'ordre ascendant, chaque degré de l'échelle diatonique en question — en n'omettant pas les notes altérées —, aux sept modes do, ré, mi, fa, sol, la et si, ainsi qu'il a été montré dans l'exemple précédent concernant l'échelle diatonique à un bémol.

- Enfin, les sept possibilités étant définies en fonction de l'armure, il ne reste plus qu'à choisir parmi elles, celle qui correspond effectivement à l'environnement tonal du morceau en question. C'est la véritable tonique, normalement au début et à la fin du morceau — sauf cas particulier —, qui définit et la gamme et le mode.